# Heroltice
Heroltice är en ort i Tjeckien.   Den ligger i regionen Södra Mähren, i den östra delen av landet, 170 km sydost om huvudstaden Prag. Heroltice ligger 294 meter över havet och antalet invånare är 164.
Terrängen runt Heroltice är kuperad åt nordost, men åt sydväst är den platt. Heroltice ligger nere i en dal. Runt Heroltice är det tätbefolkat, med 762 invånare per kvadratkilometer. Närmaste större samhälle är Brno, 19,1 km sydost om Heroltice. I omgivningarna runt Heroltice växer i huvudsak blandskog.